# Ectropis chopardi
Ectropis chopardi är en fjärilsart som beskrevs av Claude Herbulot 1954. Ectropis chopardi ingår i släktet Ectropis och familjen mätare. Inga underarter finns listade i Catalogue of Life.